# 游仲桂
游仲桂（？—？），肇慶新興人，是一名明朝政治人物。
游仲桂曾于洪武间(1368年至1398年)接替钱古训任漳州府知府一职，由薛某接任。